# قاي بولتون
قاي بولتون (بالإنجليزية: Guy Bolton)‏  (و. 1884 – 1979 م) هو كاتب مسرحي، وملحن، وكاتب سيناريو، وكاتب، وواضع كلمات الأوبرا من الولايات المتحدة، والمملكة المتحدة، والمملكة المتحدة لبريطانيا العظمى وأيرلندا، ولد في هارتفوردشير، توفي في لندن، عن عمر يناهز 95 عاماً، بسبب مرض.

## التعليم
تعلم في Pratt Institute School of Architecture ‏، ومدرسة الفنون الجميلة.

## وصلات خارجية
- قاي بولتون على موقع IMDb (الإنجليزية)
- قاي بولتون على موقع الموسوعة البريطانية (الإنجليزية)
- قاي بولتون على موقع ألو سيني (الفرنسية)
- قاي بولتون على موقع ميوزك برينز (الإنجليزية)
- قاي بولتون على موقع أول موفي (الإنجليزية)
- قاي بولتون على موقع قاعدة بيانات برودواي على الإنترنت (الإنجليزية)
- قاي بولتون على موقع قاعدة بيانات الأفلام السويدية (السويدية)
- قاي بولتون على موقع قاعدة بيانات الفيلم (الإنجليزية)
- قاي بولتون على موقع كينوبويسك (الروسية)